# Zeslandentoernooi 2020 (vrouwen)
De vijfentwintigste editie van het Zeslandentoernooi voor vrouwen (veertiende editie in de deze samenstelling) van de Rugby Union was gepland om gespeeld te worden van 2 februari tot en met 15 maart 2020 tussen de rugbyteams van Engeland, Frankrijk, Italië, Schotland, Wales en het Iers rugbyteam (het team dat zowel de Republiek Ierland als Noord-Ierland vertegenwoordigt in internationale wedstrijden). Engeland verdedigde de titel. Op 22 januari 2020 begon het toernooi officieel. Op 9 februari 2020 werd de wedstrijd tussen het Schotse team en het Engelse team een dag uitgesteld wegens storm Ciara. Ook werd het duel achter gesloten deuren gespeeld. Vanwege de coronapandemie in Italië werden de wedstrijden van het Italiaanse team tegen de teams van Schotland, Ierland en England uitgesteld. De wedstrijd van Schotland tegen Frankrijk werd uitgesteld wegens een positieve coronatest van een speelster. De andere twee wedstrijden in de vijfde ronde werden eveneens uitgesteld vanwege de coronapandemie. In oktober en november 2020 zijn drie wedstrijden ingehaald. Op 10 november 2020 werden de resterende drie wedstrijden definitief geschrapt. Engeland won het toernooi met een grand slam.

## Deelnemende landen
| Land      | Stadion                  | Capaciteit | Stad      | Coach                  | Aanvoerder                               |
| --------- | ------------------------ | ---------- | --------- | ---------------------- | ---------------------------------------- |
| Engeland  | Castle Park              | 5.000      | Doncaster | Simon Middleton        | Sarah Hunter Emily Scarratt              |
| Engeland  | Twickenham Stoop         | 14.500     | Londen    | Simon Middleton        | Sarah Hunter Emily Scarratt              |
| Frankrijk | Stade du Hameau          | 18.000     | Pau       | Annick Hayraud         | Gaëlle Hermet Safi N'Diaye Rachel Malcom |
| Frankrijk | Stade Beaublanc          | 13.182     | Limoges   | Annick Hayraud         | Gaëlle Hermet Safi N'Diaye Rachel Malcom |
| Frankrijk | Le Stadium               | 18.154     | Rijsel    | Annick Hayraud         | Gaëlle Hermet Safi N'Diaye Rachel Malcom |
| Ierland   | Donnybrook Stadium       | 6.000      | Dublin    | Adam Griggs            | Ciara Griffin                            |
| Italië    | Stadio Giovanni Mari     | 5.000      | Legnano   | Andrea Di Giandomenico | Elisa Giordano Manuela Furlan            |
| Italië    | Stadio Sergio Lanfranchi | 5.000      | Parma     | Andrea Di Giandomenico | Elisa Giordano Manuela Furlan            |
| Schotland | Scotstoun Stadium        | 4.765      | Glasgow   | Philip Doyle           | Rachel Malcolm                           |
| Schotland | Murrayfield Stadium      | 67.144     | Edinburgh | Philip Doyle           | Rachel Malcolm                           |
| Wales     | Cardiff Arms Park        | 12.500     | Cardiff   | Chris Horsman          | Siwan Lillicrap                          |

## Stand
| Positie | Land      | Wedstrijden | Wedstrijden | Wedstrijden | Wedstrijden | Punten | Punten | Punten   | Try's | Try's | Tabel Punten |
| Positie | Land      | Gespeeld    | Gewonnen    | Gelijk      | Verloren    | Voor   | Tegen  | Verschil | Voor  | Tegen | Tabel Punten |
| ------- | --------- | ----------- | ----------- | ----------- | ----------- | ------ | ------ | -------- | ----- | ----- | ------------ |
| 1       | Engeland  | 5           | 5           | 0           | 0           | 219    | 20     | 199      | 34    | 2     | 27           |
| 2       | Frankrijk | 4           | 2           | 1           | 1           | 121    | 42     | 79       | 17    | 5     | 13           |
| 3       | Ierland   | 4           | 3           | 0           | 1           | 70     | 60     | 10       | 11    | 10    | 13           |
| 4       | Italië    | 4           | 1           | 0           | 3           | 36     | 135    | -99      | 5     | 19    | 4            |
| 5       | Schotland | 3           | 0           | 1           | 2           | 27     | 84     | -57      | 3     | 13    | 3            |
| 6       | Wales     | 4           | 0           | 0           | 4           | 34     | 166    | -132     | 5     | 26    | 1            |

## Programma en uitslagen[7]
Op 10 december 2019 werden de scheidsrechters voor het toernooi bekendgemaakt.

### Week 1
| 2 februari 2020 14:00 | Wales                | 15-19   | Italië               | Cardiff Arms Park, Cardiff Scheidsrechter: Sara Cox |
| 2 februari 2020 14:00 | Try: 2 Con: 1 Pen: 1 | Verslag | Try: 3 Con: 2 Pen: 0 | Cardiff Arms Park, Cardiff Scheidsrechter: Sara Cox |

| 2 februari 2020 14:00 | Ierland              | 18-14   | Schotland            | Donnybrook Stadium, Dublin Scheidsrechter: Aurélie Groizeleau |
| 2 februari 2020 14:00 | Try: 3 Con: 0 Pen: 1 | Verslag | Try: 2 Con: 2 Pen: 0 | Donnybrook Stadium, Dublin Scheidsrechter: Aurélie Groizeleau |

| 2 februari 2020 14:30 | Frankrijk            | 13-19   | Engeland             | Stade du Hameau, Pau Scheidsrechter: Aimee Barrett-Theron |
| 2 februari 2020 14:30 | Try: 1 Con: 1 Pen: 2 | Verslag | Try: 3 Con: 2 Pen: 0 | Stade du Hameau, Pau Scheidsrechter: Aimee Barrett-Theron |

### Week 2
| 8 februari 2020 22:00 | Frankrijk            | 45-10   | Italië               | Stade Beaublanc, Limoges Scheidsrechter: Hollie Davidson |
| 8 februari 2020 22:00 | Try: 6 Con: 5 Pen: 1 | Verslag | Try: 1 Con: 1 Pen: 1 | Stade Beaublanc, Limoges Scheidsrechter: Hollie Davidson |

| 10 februari 2020 13:30 | Schotland            | 0-53    | Engeland             | Murrayfield Stadium, Edinburgh Scheidsrechter: Clara Munarini |
| 10 februari 2020 13:30 | Try: 0 Con: 0 Pen: 0 | Verslag | Try: 8 Con: 5 Pen: 1 | Murrayfield Stadium, Edinburgh Scheidsrechter: Clara Munarini |

| 9 februari 2020 14:00 | Ierland              | 31-12   | Wales                | Donnybrook Stadium, Dublin Scheidsrechter: Aimee Barrett-Theron |
| 9 februari 2020 14:00 | Try: 5 Con: 2 Pen: 0 | Verslag | Try: 2 Con: 1 Pen: 0 | Donnybrook Stadium, Dublin Scheidsrechter: Aimee Barrett-Theron |

### Week 3
| 23 februari 2020 13:00 | Wales                | 0-50    | Frankrijk            | Cardiff Arms Park, Cardiff Scheidsrechter: Nikki O’Donnell |
| 23 februari 2020 13:00 | Try: 0 Con: 0 Pen: 0 | Verslag | Try: 8 Con: 5 Pen: 0 | Cardiff Arms Park, Cardiff Scheidsrechter: Nikki O’Donnell |

| 23 februari 2020 13:45 | Engeland             | 27-0    | Ierland              | Castle Park, Doncaster Scheidsrechter: Hollie Davidson |
| 23 februari 2020 13:45 | Try: 5 Con: 1 Pen: 0 | Verslag | Try: 0 Con: 0 Pen: 0 | Castle Park, Doncaster Scheidsrechter: Hollie Davidson |

| 6 december 2020 | Italië | Afgelast | Schotland | Stadio Giovanni Mari, Legnano Scheidsrechter: Joy Neville |
| 6 december 2020 |        |          |           | Stadio Giovanni Mari, Legnano Scheidsrechter: Joy Neville |

### Week 4
| 7 maart 2020 13:05 | Engeland              | 66-7    | Wales                | Twickenham Stoop, Londen Scheidsrechter: Amber McLachlan |
| 7 maart 2020 13:05 | Try: 10 Con: 8 Pen: 0 | Verslag | Try: 1 Con: 0 Pen: 0 | Twickenham Stoop, Londen Scheidsrechter: Amber McLachlan |

| 25 oktober 2020 20:45 | Schotland            | 13-13   | Frankrijk            | Scotstoun Stadium, Glasgow Scheidsrechter: Sara Cox |
| 25 oktober 2020 20:45 | Try: 1 Con: 1 Pen: 2 | Verslag | Try: 2 Con: 0 Pen: 1 | Scotstoun Stadium, Glasgow Scheidsrechter: Sara Cox |

| 24 oktober 2020 14:00 | Ierland              | 21-7    | Italië               | Donnybrook Stadium, Dublin Scheidsrechter: Rebecca Mahoney |
| 24 oktober 2020 14:00 | Try: 3 Con: 2 Pen: 0 | Verslag | Try: 1 Con: 1 Pen: 0 | Donnybrook Stadium, Dublin Scheidsrechter: Rebecca Mahoney |

### Week 5
| 1 november 2020 | Wales | Afgelast | Schotland | Cardiff Arms Park, Cardiff Scheidsrechter: Rebecca Mahoney |
| 1 november 2020 |       |          |           | Cardiff Arms Park, Cardiff Scheidsrechter: Rebecca Mahoney |

| 1 november 2020 15:30 | Italië               | 0-54    | Engeland             | Stadio Plebiscito, Padua Scheidsrechter: Aurélie Groizeleau |
| 1 november 2020 15:30 | Try: 0 Con: 0 Pen: 0 | Verslag | Try: 8 Con: 7 Pen: 0 | Stadio Plebiscito, Padua Scheidsrechter: Aurélie Groizeleau |

| 1 november 2020 | Frankrijk | Afgelast | Ierland | Le Stadium, Rijsel Scheidsrechter: Amber McLachlan |
| 1 november 2020 |           |          |         | Le Stadium, Rijsel Scheidsrechter: Amber McLachlan |